# Tibetologia
La tibetologia (tibetano: བོད་རིག་པ་; Wylie: bod-rig-pa) è lo studio della storia, della religione, della lingua, della politica e della società del Tibet.
I primi passi della tibetologia si possono fare risalire ai missionari del XVII e del XVIII secolo nelle regioni himalayane, a partire da Ippolito Desideri. Le pubblicazioni del diplomatico britannico Charles Alfred Bell hanno contribuito a far diventare la tibetologia una disciplina universitaria.
Tra i massimi tibetologi del XX secolo si ricordano gli italiani Giuseppe Tucci, il suo allievo Luciano Petech, Giacomella Orofino, che attualmente insegna Lingua e letteratura tibetana all'Orientale di Napoli, tra i maggiori esperti, a livello internazionale, di Buddhismo tibetano, i britannici Hugh E. Richardson, Frederick William Thomas, David Snellgrove, Michael Aris (uno dei massimi esperti del Bhutan), Richard Keith Sprigg, i francesi Jacques Bacot, Rolf Alfred Stein, Alexandra David-Néel, Marcelle Lalou, Paul Pelliot, i tedeschi Dieter Schuh e Klaus Sagaster ed il greco-danese Pietro di Grecia.
Oltre che in Occidente, anche in Cina ed in India, esistono diversi istituti di ricerca di tibetologia, come ad esempio l'Istituto di tibetologia Namgyal a Gangtok, nel Sikkim.